# Pride (chanson de Lyrical School)
Pour les articles homonymes, voir Pride (homonymie).
Singles de lyrical school
Fresh!!!
(5 juillet 2014) Wonder Ground
(21 juillet 2015)
PRIDE est le 9e single du groupe de hip-hop japonais lyrical school et le 7e sous son appellation.

## Détails du single
Le single sort le 28 octobre 2014 sous le label T-Palette Records trois mois après le 7e single respectif du groupe Fresh!!!. Il sort en sept éditions : une édition régulière et une autre, alors nominative, pour chaque membre du groupe. Il atteint la 9e place du classement hebdomadaire des ventes de l'Oricon ; il est désormais le premier disque du groupe à se classer dans le Top 10 de l'Oricon.
Le CD de l'édition régulière comprend les chansons principales PRIDE et sa chanson en face B Nukegake ainsi que leurs versions instrumentales. Les CD des éditions nominatives sont différents selon l'édition. Ils comprennent les mêmes titres avec en supplément des nouvelles versions des chansons sorties par les Lyrical School lorsque le groupe était connu sous le nom de tengal6.
Les paroles de toutes les chansons ont été écrites par Tatsuya Iwabuchi.
La chanson-titre figurera l'année suivante sur l'album SPOT en mars 2015.

## Formation
Membres crédités sur le single : 
- ayaka (leader)
- yumi
- mei
- ami
- hina
- minan

## Liste des titres
La musique de la chanson-titre a été composée par Shigeki Tsubomitsu et arrangée par Kosuke Takahashi. La musique de la chanson en face B Nukegake a été produite par Ebbie East.
Toutes les paroles sont écrites par Tatsuya Iwabuchi.
| 1. | PRIDE                   |  |
| 2. | Nukegake (抜け駆け)     |  |
| 3. | PRIDE (Instrumental)    |  |
| 4. | Nukegake (Instrumental) |  |

| 1. | PRIDE                   |  |
| 2. | Nukegake (抜け駆け)     |  |
| 3. | tengal6 take 3          |  |
| 4. | PRIDE (Instrumental)    |  |
| 5. | Nukegake (Instrumental) |  |

| 1. | PRIDE                   |  |
| 2. | Nukegake (抜け駆け)     |  |
| 3. | Akikaze take 2          |  |
| 4. | PRIDE (Instrumental)    |  |
| 5. | Nukegake (Instrumental) |  |

| 1. | PRIDE                   |  |
| 2. | Nukegake (抜け駆け)     |  |
| 3. | Photograp take 2        |  |
| 4. | PRIDE (Instrumental)    |  |
| 5. | Nukegake (Instrumental) |  |

| 1. | PRIDE                             |  |
| 2. | Nukegake (抜け駆け)               |  |
| 3. | machigau take 2 (まちがう take 2) |  |
| 4. | PRIDE (Instrumental)              |  |
| 5. | Nukegake (Instrumental)           |  |

| 1. | PRIDE                                            |  |
| 2. | Nukegake (抜け駆け)                              |  |
| 3. | Put your Hands Up! take 2 (プチャヘンザ！take 2) |  |
| 4. | PRIDE (Instrumental)                             |  |
| 5. | Nukegake (Instrumental)                          |  |

| 1. | PRIDE                                                 |  |
| 2. | Nukegake (抜け駆け)                                   |  |
| 3. | Machigau take 2 (まちがう take 2)                     |  |
| 4. | Shitteri / Shiranai take 2 (しってる/しらない take 2) |  |
| 5. | PRIDE (Instrumental)                                  |  |
| 6. | Nukegake (Instrumental)                               |  |